# Spacenet
Spacenet, Inc. é um fornecedor de serviços de rede de dados via satélite, bem como redes terrestres de satélite híbrido e serviços de gerenciamento de rede.

## História
A empresa foi fundada em 1981 como Southern Pacific Communications Corporation (SPCC), uma empresa irmã da Sprint, fornecendo links de satélite para conexões de voz. A empresa foi adquirida pelo GTE em 1983 e cresceu como um provedor e operador e serviços via satélite em todo o mundo (incluindo o lançamento do primeiro satélite estadunidense de banda Ku, o Spacenet 1). Ela passou por várias aquisições ao longo dos próximos 15 anos, absorvendo AT&T Tridom e Contel ASC. Em 1994, a empresa foi vendida para a General Electric Capital Services Capital Services.
Em 1998, a GE vendeu as operações estadunidenses da Spacenet para a fabricante de terminais VSAT Gilat Satellite Networks, e girou os ativos de satélite fora aa GE Americom (que mais tarde se tornou parte da SES). Em março de 2005, A Gilat Satellite Networks adquiriu sua ex empresa irmã, StarBand.
A StarBand oferece um portfólio completo de produtos e serviços para aplicações que vão desde comunicações primárias para aplicações corporativas e transferência de dados segura, a soluções hot stand-by para a continuidade das operações e backup de rede, para o campo de soluções implementáveis para gestão de recuperação de desastres. A Spacenet administra um auto de propriedade e opera uma infra-estrutura multi-milionária end-to-end, incluindo serviços de gerenciamento de rede, serviços de campo e instalações de classe de operadora de teleporte na Virgínia, Geórgia e Illinois. Suas áreas de cobertura incluem América do Norte, incluindo os EUA continental, Alasca, Havaí, Porto Rico, Ilhas Virgens Americanas e Canadá.

## Satélites
| Satélite    | Fabricante         | Data do lançamento     | Veiculo de lançamento | Estado    | Nota                                     |
| ----------- | ------------------ | ---------------------- | --------------------- | --------- | ---------------------------------------- |
| Spacenet 1  | RCA Astro          | 23 de maio de 1984     | Ariane 1              | Inativo   | Também conhecido por ZX-5 e Chinasat 5   |
| Spacenet 2  | RCA Astro          | 10 de novembro de 1984 | Ariane 3              | Inativo   | Também conhecido por ZX-5R e Chinasat 5R |
| Spacenet 3  | RCA Astro          | 12 de setembro de 1985 | Ariane 3              | Fracassou | [ 4 ]                                    |
| Spacenet 3R | RCA Astro          | 11 de março de 1988    | Ariane 3              | Inativo   | [ 4 ]                                    |
| Spacenet 4  | RCA Astro/GE Astro | 13 de abril de 1991    | Delta 7125            | Inativo   | Antigo AmerSat 2 e ASC-2                 |